# 丹·帕特里克
丹·戈布·帕特里克（英語：Dan Goeb Patrick，1950年4月4日—）原名丹尼·斯科特·戈布，是一位美國廣播脫口秀主持人、電視播音員和政治人物。現任德克薩斯州副州長（第42任）。
帕特里克來自馬裡蘭州巴爾的摩，他的職業生涯始於廣播電視播音員。在創辦了一系列體育酒吧並隨後破產後，他再次成為電台主持人，這次成為保守派評論員。2007年至2015年，派崔克是德克萨斯州参议院第七選區共和黨議員，該選區包括休士頓市的一小部分和大休士頓郊區，主要位於哈里斯西北部。
2014年5月27日，帕特里克在副州長初選中擊敗了連任三屆現任副州長戴維·杜赫斯特。隨後在秋季大選中擔任德克薩斯副州長。在2018年和2022年擊敗民主黨候選人邁克·科利爾連任。

## 早期生活
帕特里克於1950年4月4日出生在馬裡蘭州巴爾的摩，原名丹尼·斯科特·戈布（Dannie Scott Goeb） 。在東巴爾的摩的一個藍領社區長大。他是前維爾瑪·吉恩·馬歇爾 (Vilma Jean Marshall)（1926-2016 年）和查爾斯·安東尼·戈布 (Charles Anthony Goeb，1926-2002 年) 的獨生子，後來在《巴尔的摩太阳报》擔任報販長達31年，在此之前1984年退休。
派崔克畢業於马里兰大学巴尔的摩县分校，獲得英語文学士學位。

## 早期政治生涯
帕特里克於2004年首次考慮競選美國眾議院議員。

### 德克萨斯州参议院

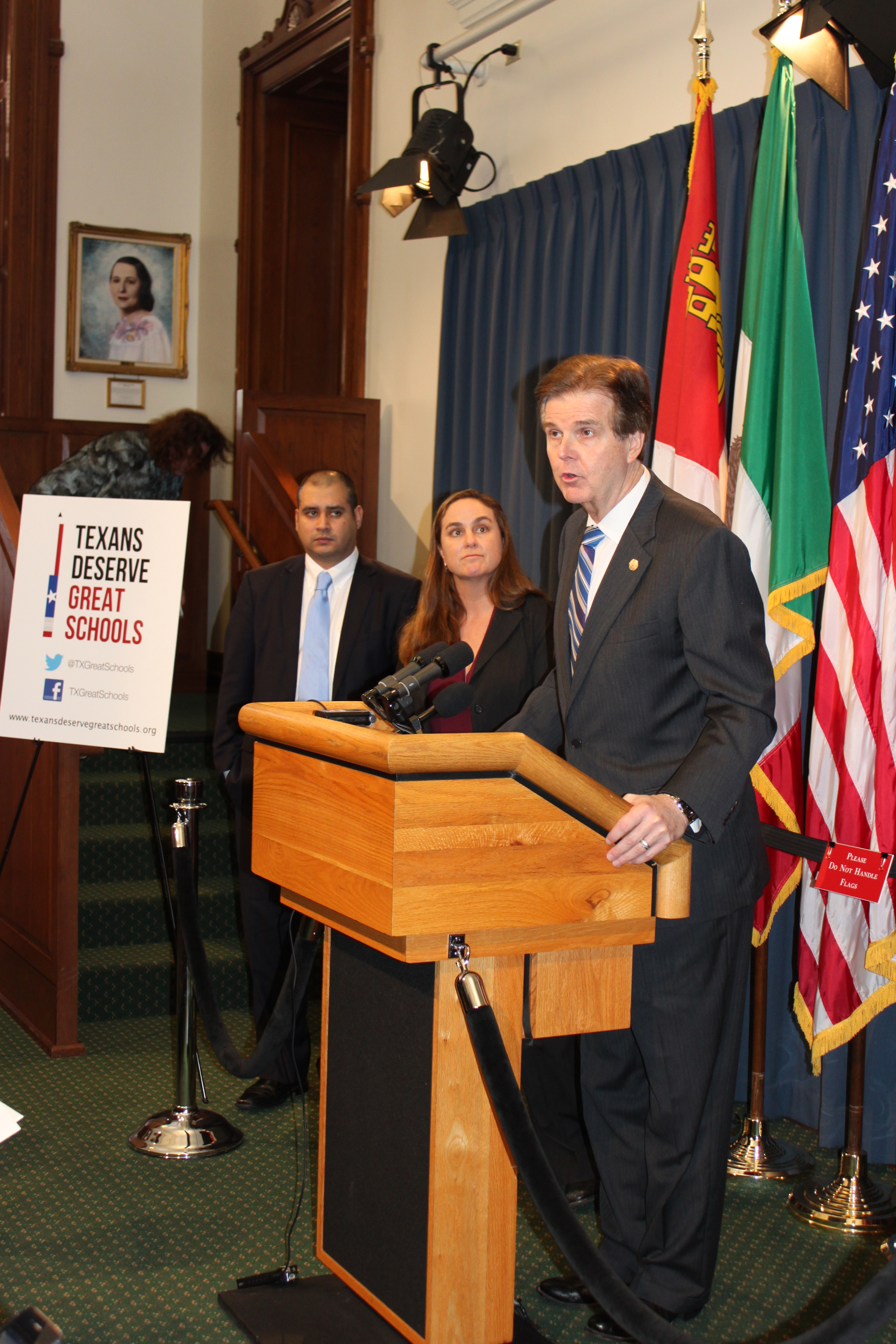
帕特里克在2013年教育新闻发布会上

派崔克於2006年首次當選德州參議院第七選區議員，以68.8%的得票率贏得初選，並以69.2%的得票率贏得大選。任期於 2007年1月9日德克薩斯州第八十屆議會召開時開始。
2010年大選，派崔克以86.4%的得票率再次當選。也支持里克·佩里在2010年大選中連任。贏得連任後不久，派崔克宣布並隨後在德克萨斯州立法机关成立茶黨核心小組，該小組成立時有48名立法成員。
帕特里克在第一屆會議上獲得了三項參議院法案的通過。在參議院，派崔克積極倡導「極度保守的議程」。當時，他的提案很少獲得通過。
《奧斯汀美國政治家》雜誌《德州政治事實》的編輯W·加德納·塞爾比將派崔克列為德州十大共和黨政治影響力人物第三位。派崔克也被《德州月刊》列為該州最有影響力的之一。
在擔任立法的第一個月，帕特里克提出立法，如果美国最高法院推翻羅伊訴韋德案，德克薩斯州的墮胎將被定為非法。
2012年5月，帕特里克和共和黨州參議員约翰·卡罗纳之間的爭執在德克薩斯州被廣泛報導。在一封電子郵件中，帕特里克指責卡羅來納州散佈有關帕特里克婚姻的虛假謠言。卡羅納否認了這一點，也否認曾經評論過派崔克的性取向。 卡羅納進一步對派崔克說：「我從不羞於表達我對你的厭惡和不信任。說白了，我相信你是一個萬金油推銷員，一個為了別人甚麼都願意說的自戀者。”引起人們對他自己的關注。” 新聞報導，如果杜赫斯特在2012年贏得美國參議員席位，將接替大衛·杜赫斯特擔任副州長，

## 德州副州長
2013年6月26日，帕特里克宣布在2014年共和黨副州長初選中挑戰現任戴維·杜赫斯特。儘管帕特里克在杜赫斯特2012年競選美國參議院失敗時熱情支持杜赫斯特，但還是出現了這個挑戰。帕特里克表示，雖然他一直計劃在參議院任期結束後從政壇退休，但在杜赫斯特未能結束同州參議員溫迪·戴維思對德克薩斯州參議院第5號法案的在阻撓和參議員簡之後，決定競選副州長。简·纳尔逊拒絕親自參選。
帕特里克在初選中以550,769票（41.5%）領先四名候選人。杜赫斯特緊隨其後，為376,196（28.3%）；史台普斯擁有 235,981票（17.8%），帕特森擁有 165,787票（12.5%）。選舉觀察家並不認為派崔克會獲得第一名。在5月27日的決選中，派崔克以487,829票（65.1%）獲勝，擊敗了擁有262,086票（34.9%）的杜赫斯特。帕特里克的勝利是與茶党运动的共和黨人在決選中取得的幾項引人注目的初選勝利之一。

### 2018年
2017年1月9日，第85屆德克薩斯州議會開會前一天，帕特里克宣布將競選2018年連任德克薩斯副州長。
在11月6日的大選中，派崔克擊敗民主黨克·科利爾， 贏得連任，連任第二個任期。贏得了大約51%的選票，而科利爾贏得了46%的選票。

### 2022年
在2022年大選中，派崔克再次擊敗民主黨麥克·科利爾，贏得了約53.8%的選票，科利爾的得票率為43.5%，領先優勢超過82.6票。
2023年1月25日，帕特里克告訴《德克薩斯人報》記者麥肯齊·迪盧洛，將在2026年競選連任。

## 政治立場

### 流產
帕特里克反對墮胎，並撰寫了德克薩斯州的“強制超聲波法案”，該法案於2011 年5 月由州長佩里簽署成為法律，該法案要求尋求墮胎的婦女在墮胎前至少二十四小時對胎兒進行超音波檢查。帕特里克聲稱，該法案每年可能會阻止超過15,000例墮胎，預計目標是消除五分之一的墮胎。估計，帕特里克表示：“在這個國家其他任何地方都沒有其他立法具有這種影響......我不認為它是我的功勞。這是上帝之手。”

## 個人生活

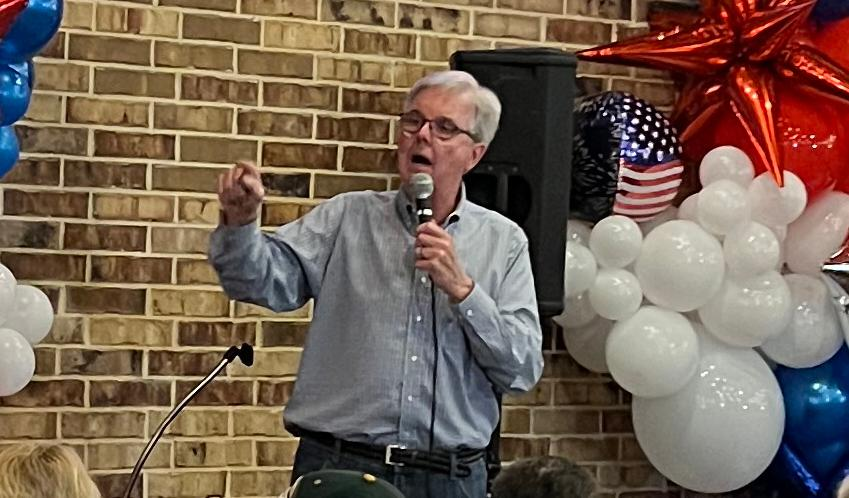
德克薩斯州副州長丹·帕特里克在2022年11月7日在德克薩斯州伍德蘭茲舉行的蒙哥馬利縣德克薩斯茶會上發表講話。

派崔克的第一次婚姻以離婚收場。第二任妻子是珍妮特莉·帕特里夏·蘭金（Janetlea "Jan" Patricia Rankin），曾是一名教師。1975年結婚，住在休士頓郊區的賽普里斯。有兩個孩子，瑞安和謝恩。瑞安曾擔任德克薩斯州哈里斯縣地區法官，並於2015年宣誓就任副州長。2017年7月，瑞安·帕特里克被選為美国联邦检察官南区联邦地区法院

## 著作
- Patrick, Dan (2002). The Second Most Important Book You Will Ever Read: A Personal Challenge to Read the Bible, Publisher: Thomas Nelson, Inc., ISBN 0-7852-6286-5
- The Heart of Texas (film). Heart Of Texas The Movie （页面存档备份，存于）. Dan Patrick, Executive Producer. 2009 Plaid Shirt Pictures and Media Tech, Inc.

## 外部連結
- Lieutenant Governor of Texas （页面存档备份，存于） Official state website
- Dan Patrick （页面存档备份，存于） campaign site
- 智慧投票计划中的傳記、投票紀錄及利益集團評級
- The Voice of Texas Foundation Dan Patrick for Texas Governor PAC
- CLOUT Patrick's political organization.
- C-SPAN內的頁面（英文）